# Taddeo Gaddi (pintor)

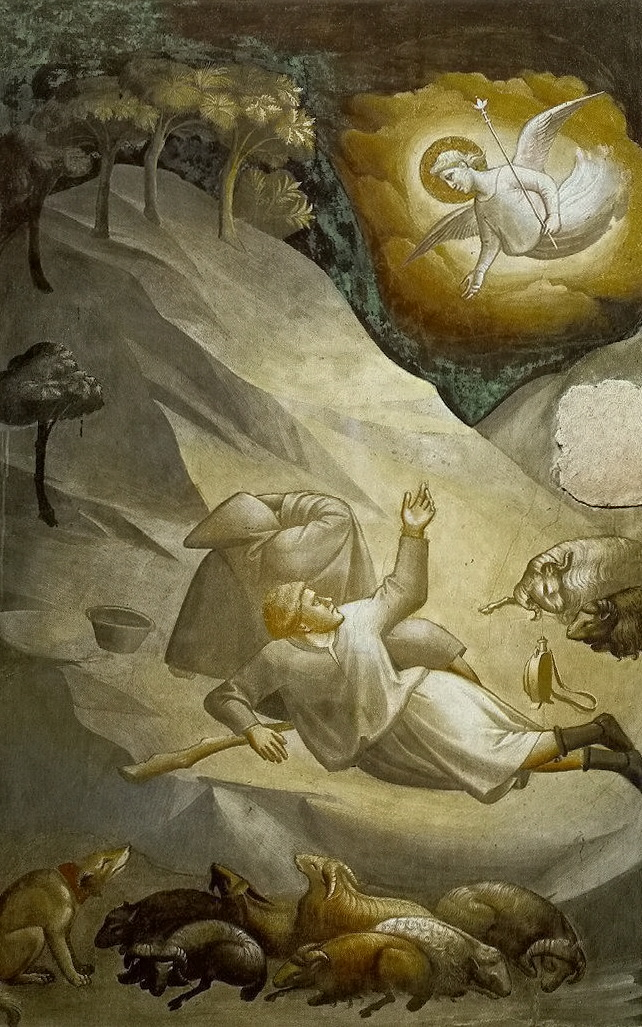
O Anúncio aos Pastores (1328-30)

Taddeo Gaddi (1300 — 1366) foi um pintor e arquiteto italiano, ativo durante o Renascimento. Como pintor, criou altares e murais e é famoso por ter sido aluno e seguidor de Giotto. Como arquiteto, acredita-se que tenha projetado a Velha Ponte de Florença.
Filho de Gaddo Gaddi, outro artista, Taddeo era praticamente considerado como neto de Giotto. Sua obra mais famosa é a série de afrescos representando as vidas da Virgem e de Cristo na Basílica da Santa Cruz, em Florença. A obra O Angélico Anúncio aos Pastores mostra a fascinação de Gaddi pela luz e seus efeitos. Seus estudos sobre os eclipses solares fez com que tivesse uma séria doença nos olhos.
A vida de Gaddi foi escrita na obra Vidas de Giorgio Vasari. Ele teve cinco filhos; três dos quais eram pintores, Giovanni Gaddi, Agnolo Gaddi e Niccolo Gaddi, e outros dois que não eram artistas, Zanoni Gaddi e Francesco Gaddi.